# Richard Fletcher
Richard Fletcher (Wighill, 28 de marzo de 1944 - Nunnington, 28 de febrero de 2005) fue un historiador, hispanista y medievalista inglés. Sus obras tratan de temas variados, entre los que se encuentran los inicios del cristianismo, así como estudios de la Edad Media en Inglaterra y la península ibérica e incluso sobre la caída del Imperio Romano.
Su primera publicación importante fue su tesis doctoral, The Episcopate in the Kingdom of León in the Twelfth Century (1978). También escribiría Saint James's Catapult (1984), The Quest for El Cid (1989), Who's Who in Roman Britain and Anglo-Saxon England (1989), Moorish Spain (1992), The Barbarian Conversion: From Paganism to Christianity (1998), The Cross and the Crescent: Christianity and Islam from Muhammad to the Reformation  (2002) y Bloodfeud: Murder and Revenge in Anglo-Saxon England (2002). Estuvo casado con Rachel Toynbee.